# Магомедбекова, Загидат Магомедовна
Загидат Магомедовна Магомедбекова (5 января 1920, Хунзах — 1999, Москва) — советская и грузинская лингвист-кавказовед, дагестановед, доктор исторических наук, профессор, автор первых научных публикаций по ахвахскому и каратинскому языку.

## Биография
В 1938—1942 годах обучалась в Дагестанском педагогическом институте (ныне Дагестанский государственный университет).
В 1942—1946 года преподавала русский язык и литературу в средней школе Ботлиха и Ведено.
В 1946—1949 годах проходила аспирантуру в Тбилисском государственном университете под руководством Арнольда Чикобава. В 1949 году защитила диссертацию «Основные морфологические категории в ахвахском языке» и получила учёную степень кандидата филологических наук.
В 1950—1952 годах работала в Дагестанском педагогическом институте и в Министерстве образования Дагестанской АССР.
В 1952—1999 годах работала в Институте языкознания Академии наук Грузии в Тбилиси, занимала должность старшего научного сотрудника.
В 1967—1982 годах работала преподавательницей сценической речи и профессором в Тбилисском театральном институте.
В 1970 году защитила диссертацию «Каратинский язык» и получила учёную степень доктора филологических наук.

## Семья
Муж — Того Евстафьевич Гудава (1922—1976), тоже лингвист-кавказовед.

## Основные работы
- Ахвахский язык. Грамматический анализ, тексты, словарь. Тбилиси. 1967
- Каратинский язык. Грамматический анализ, тексты, словарь. Тбилиси. 1971